# 서장원 (배우)
서장원(1983년 12월 1일 ~ )은 대한민국의 배우이다. 2005년 영화 《용서 받지 못한 자》로 데뷔하였다.

## 출연작

### 영화
- 《용서받지 못한 자》 (2005년) - 이승영 역
- 《포도나무를 베어라》 (2006년) - 문수현 역
- 《우리 학교 대표》 (2010년)
- 《나쁜놈이 더 잘잔다》 (2010년) - 영조 역
- 《펑정지에는 펑정지에다》 (2016년)